# كايا إردم
كايا إردم هو أستاذ جامعي واقتصادي وسياسي تركي، ولد في 1928 في كارابوك في تركيا. نشط حزبياً في حزب الوطن الأم. وقد انتخب عضو في البرلمان التركي.